# International Food Retail Capital
Die International Food Retail Capital (IFR Capital PLC, kurz IFRC) ist eine Private-Equity-Gesellschaft, die ihren Hauptsitz auf Zypern hat, und bei der es sich um eine Beteiligungsgesellschaft handelt. Der Großteil der Anteile befindet sich im Besitz der Unternehmer Theo Müller und Heiner Kamps.
Das Unternehmen wurde 2005 gegründet und war seit Mitte November desselben Jahres an der Londoner Börse notiert.
Ende 2006 wurde bekannt, dass IFRC für 130 Millionen Euro die Gesellschaft Kamps Food Retail Investments, SA (KFRI) kaufen werde. Zu diesem 2005 von Kamps gegründeten Unternehmen gehörte beispielsweise die Fischrestaurantkette Nordsee. 2007 folgte für 180 Millionen Euro der Erwerb von Homann Feinkost, sowie 2008 jener der Heinrich Hamker Lebensmittelwerke. 2009 wurde das Dressinggeschäft der Walter Rau Lebensmittelwerke übernommen.
Anfang 2010 war IRC Capital nicht mehr an der Londoner Börse notiert und sollte an die Frankfurter Börse wechseln, was jedoch bereits im März 2010 verworfen wurde. Stattdessen würde das Wachstum vorerst aus eigenen Mitteln erfolgen.
Im April 2010 genehmigte das Bundeskartellamt die Übernahme des Nordeuropa-Geschäftes des britischen Lebensmittelkonzerns Uniq. Hierdurch kam IFRC in den Besitz von Nadler Feinkost GmbH, Pfennigs Feinkost GmbH, Thüringer Fischfeinkost Gebrüder Hopf GmbH sowie der polnischen Uniq Lisner Sp.z.o.o.
Die operative Geschäftstätigkeit des Unternehmens wird über die HK Food GmbH betrieben, die Ende März 2010 aus der Heiner Kamps Beteiligungsgesellschaft mbh hervorgegangen war.